# 南薇滩
南薇滩，位于日积礁南部，属沉没环礁。为越南占据，但中華人民共和國、中華民國(臺灣)、汶萊对其声称有主权。

## 历史
- 1935年中国的公布名称为来福门滩。
- 1947年和1983年中国的公布名称为南薇滩。有外文图书称其为Riflemen Bank[1]。

## 地质地形
该滩由珊瑚礁和沙组成，包括蓬勃堡、东端奥南暗沙、南面的金盾暗沙、西部的常骏暗沙及其他几个孤立暗沙组成一个大环礁。它呈边缘高中央低的海螺状，北北东一南南西走向，长52.24km，宽22.48km，水深22-80m。

## 地理坐标
北纬7度31-57分，东经111度32-46分海域内